# Aimable-Adrien-Fernand Allemandet
Aimable-Adrien-Fernand Allemandet, francoski general, * 2. marec 1881, † 15. oktober 1961.